# Giubega
Giubega là một xã thuộc hạt Dolj, România. Dân số thời điểm năm 2002 là 4215 người.